# Théâtre municipal de Hô Chi Minh-Ville
Le théâtre municipal de Hô Chi Minh-Ville (en vietnamien Nhà hát Thành phố Hồ Chí Minh) est un bâtiment de le rue Đồng Khởi dans le 1er arrondissement d'Hô Chi Minh-Ville. Inspiré de l'architecture du Petit Palais de Paris, il a été construit en 1900. Pendant la guerre du Viêt Nam, ce théâtre a été le siège du parlement de la république du Viêt Nam.

## Architecture
Le théâtre municipal de Saïgon possède ses caractéristiques spécifiques. Il a été conçu par l'architecte Félix Olivier, la construction a été réalisée en 1900 sous la supervision du cabinet d'architectes Ernest Guichard et Eugène Ferret. Son modèle architectural est influencé par le style flamboyant de la Troisième République française. La façade est inspirée du Petit Palais construit la même année à Paris. L'aménagement intérieur est bien équipé, avec une acoustique et un éclairage parfaits. Le bâtiment inclut un parterre et deux balcons, capables de proposer jusqu'à 1 800 sièges. Décors, inscriptions et meubles ont été dessinés par un artiste français célèbre et envoyés de France. Cependant, le décor de façade a subi quelques critiques. Suivant le modèle gothique, la façade du bâtiment a été décorée d'inscriptions et de reliefs (comme l'hôtel de ville), ce qui lui valut d'être décrite comme compliquée. En 1943, une partie de cette décoration a été enlevée. En 1998, à l'occasion du 300e anniversaire de Saïgon, le gouvernement de la ville a fait reconstituer une partie du décor de la façade.

## Galerie

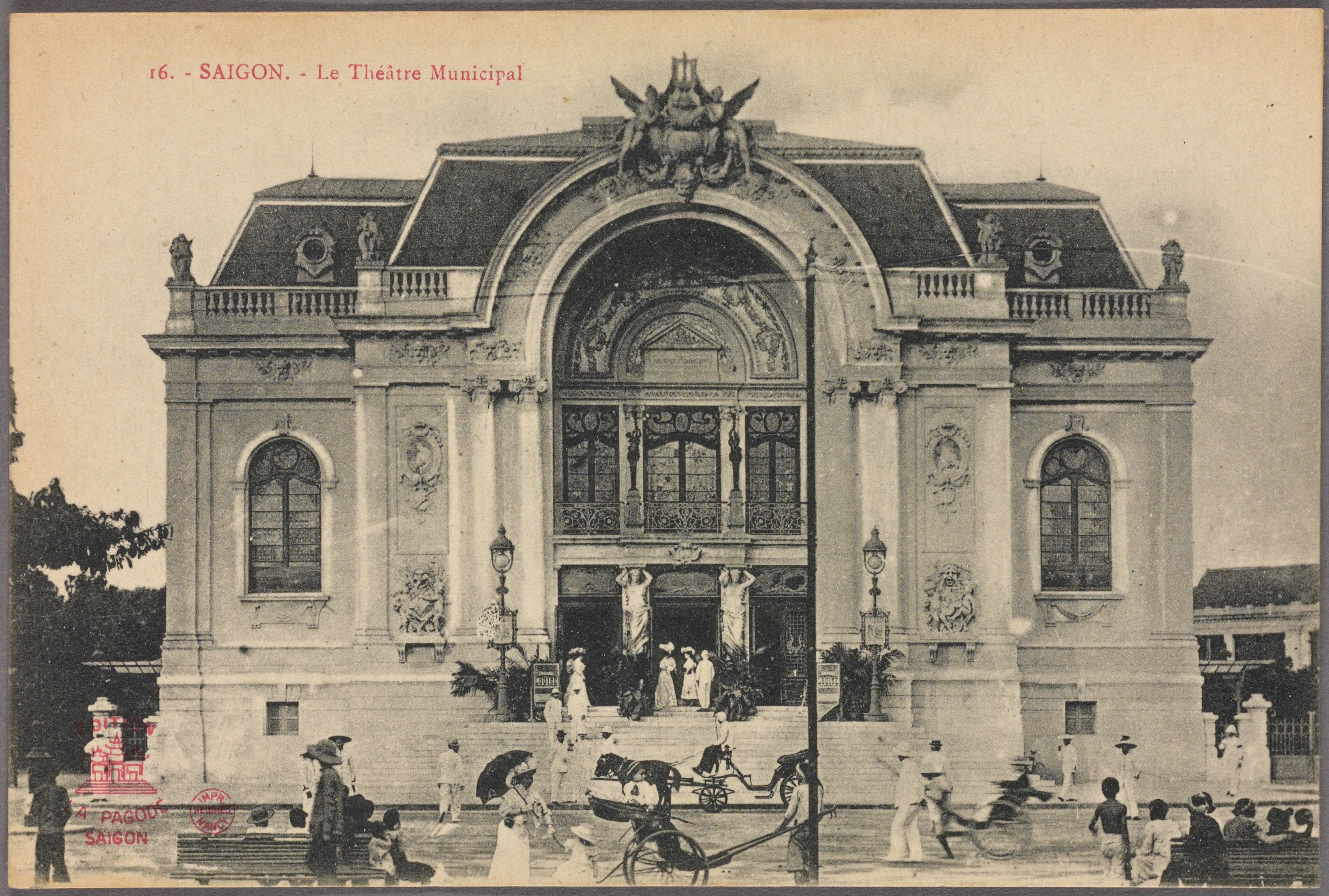
Façade extérieure en 1910.
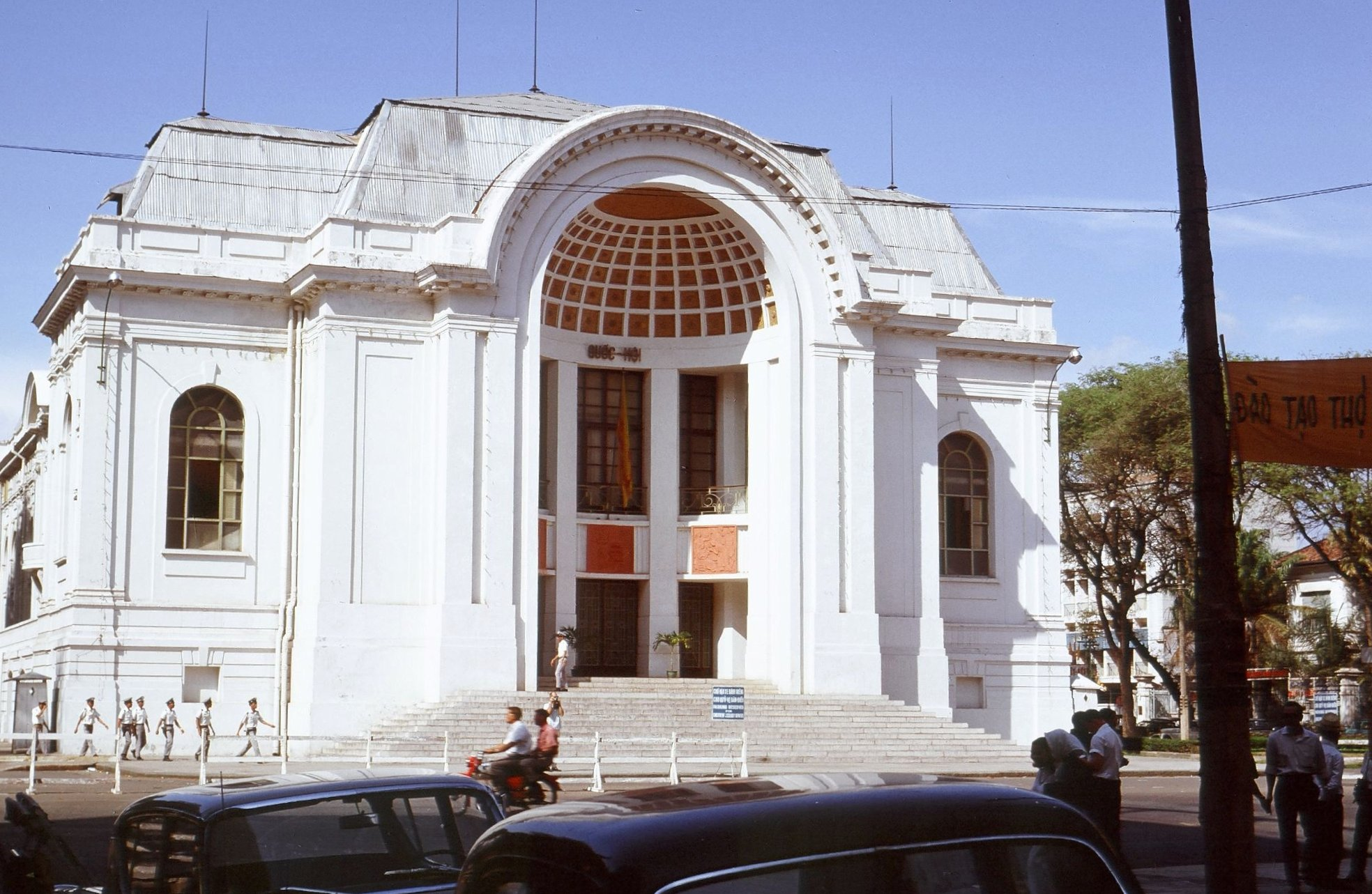
Façade extérieure en 1967.
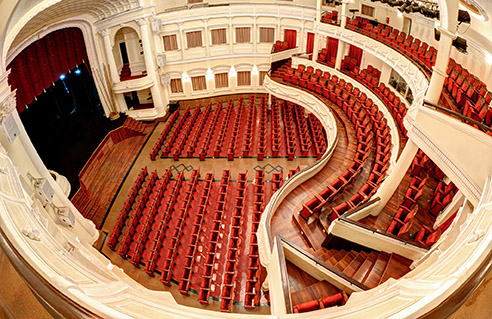
Intérieur.